# Morpho marmorata
Morpho marmorata är en fjärilsart som beskrevs av Hans Fruhstorfer 1912. Morpho marmorata ingår i släktet Morpho och familjen praktfjärilar. Inga underarter finns listade i Catalogue of Life.